# معيار ميرسير
معيار ميرسير (بالإنجليزية: Mercier criterion)‏ هو معيار للبلازما يستخدم في الدراسة النظرية لعدم استقرارية البلازما. تم اقتراحه لأول مرة في عام 1954 من قبل C.Mercier، الذي طبق طريقة الاضطراب (حيث أن {\displaystyle \omega ={\frac {\partial }{\partial t}}} تمثل التردد و {\displaystyle \mathbf {k} ={\frac {\partial }{\partial z}}} يمثل اتجاه z لاتجاه الوحدة) على النموذج الرياضي للبلازما لحساب المعادلات.